# George William Torrance
George William Torrance   (Melbourne, 1835 - 20 d'agost de 1907) fou un compositor irlandès, principalment de música d'església, que va residir a Austràlia durant molts anys.

## Biografia
Torrance va néixer a Rathmines, Dublín i va cantar en el cor de la catedral de Christ Church (1847–51). Abans d'arribar als vint anys, ja havia treballat com a organista parroquial a la zona de Dublín i va compondre el seu primer oratori Abraham (1855). Va continuar la seva formació musical a Leipzig, Alemanya (1856–57), abans de començar els seus estudis al "Trinity College", Dublín, on es va llicenciar en 1864, MA el 1867 i més tard (només per examen) MusB i MusD (1879).
Abans de la seva decisió de convertir-se en clergue, va posar la seva inventiva en diverses composicions seculars, incloent l'òpera William de Normandie (1858) i diverses cançons. Va ser ordenat pel bisbe de Lichfield el 1865 per a tenir cura de l'Església de Santa Maria, Shrewsbury, i va romandre allí fins al 1867, quan es va convertir en comissari de St. Ann's, Dublín.

## Austràlia, 1869-1898
Torrance va anar a Victoria (Austràlia) el desembre de 1869, i al febrer següent va acceptar tenir cura de "Christ Church", South Yarra, estant de 1871 a 1876 a càrrec de St. John's, Melbourne. Va ser nomenat director interí del "Trinity College" (Universitat de Melbourne) en l'obertura d'aquesta institució el 1872, però va renunciar a la seva nominació a la titularitat de Tots els Sants', Geelong, el 1877. El gener de l'any següent va ser nomenat com a responsable de la Santíssima Trinitat, Balaclava. Després de rebre els seus títols musicals de 1879 al "Trinity College Dublin", també va ser admè com "Musician Doctor, ad eundem" per la Universitat de Melbourne.
Al Congrés de Ciències Socials de 1880, Torrance va ser elegit president de la secció de Belles Arts i va regentar la direcció d'obertura. A més de la seva tasca ministerial, va dedicar molt temps i atenció a la música. Va col·laborar amb Alfred William Howitt en la transcripció de tres cançons interpretades per William Barak, l'últim ngurungaeta (més antic) del clan Wurundjeri-willam. Entre d'altres obres, va produir l'oratori The Revelation (1882), que es va representar l'ajuntament de Melbourne sota la seva direcció.
El 1883, Torrance va ser nomenat un dels examinadors per a la beca Clarke al "Royal College of Music", Londres, i pels comissaris de l'Exposició del centenari (1880) un dels jutges del concurs per a la cantata d'obertura. En 1886, va visitar Europa i va estar present, amb el seu protegit, Ernest Hutcheson, un jove músic australià ascendent, en el famós Festival de Wagner a Bayreuth. Va tornar a Victòria l'any següent. Torrance es va casar el 1872 amb la filla gran supervivent del SB Vaughan, procurador, de Melbourne.

## Tornada a Irlanda
Torrance i la seva dona es van establir a Irlanda el 1898, va ser nomenat capellà del bisbat d'Osory i de la coral vicària del bisbat a la catedral de St Canice, Kilkenny. L'any següent, el seu oratori de 1882 The Revelation va rebre una altra actuació a Londres, i va reprendre la seva activitat compositiva, produint diversos serveis de l'església i una altra de música vocal. El 1900 fou nomenat canonge. Torrance va morir a Kilkenny, Irlanda, el 20 d'agost de 1907.
En la valoració de Johnstone, "Després de Robert Prescott Stewart, Torrance va ser, probablement, el músic irlandès de més èxit de la seva generació".